# Maclyn McCarty
Maclyn McCarty (South Bend, Indiana, 9 de junho de 1911 — Nova Iorque, 2 de janeiro de 2005) foi um biólogo estadunidense. Recebeu o Prêmio Albert Lasker de investigação em Clínica Médica de 1994.

## Carreira
Foi um geneticista americano, um cientista de pesquisa descrito em 2005 como "o último membro sobrevivente de uma equipe científica de Manhattan que derrubou o dogma médico na década de 1940 e se tornou o primeiro a demonstram que os genes foram feitos de DNA". Ele trabalhou na Rockefeller University por mais de 60 anos.
McCarty dedicou sua vida como médico-cientista ao estudo de organismos de doenças infecciosas e ficou mais conhecido por sua participação na descoberta monumental de que o DNA, e não a proteína, constituía a natureza química de um gene. A descoberta do segredo molecular do gene em questão – o do polissacarídeo capsular da bactéria pneumocócica – abriu caminho para o estudo da hereditariedade não apenas pela genética, mas também pela química. A equipe responsável por esse feito é conhecida como o experimento Avery–MacLeod–McCarty. Ele morreu de insuficiência cardíaca congestiva.